# Аргос (Индијана)
Аргос (енгл. Argos) град је у америчкој савезној држави Индијана.

## Демографија
По попису из 2010. године број становника је 1.691, што је 78 (4,8%) становника више него 2000. године.
| Група             | 2000.         | 2010.         |
| Белци             | 1.576 (97,7%) | 1.572 (93,0%) |
| Афроамериканци    | 3 (0,2%)      | 5 (0,3%)      |
| Азијати           | 2 (0,1%)      | 3 (0,2%)      |
| Хиспаноамериканци | 21 (1,3%)     | 77 (4,6%)     |
| Укупно            | 1.613         | 1.691         |